# Hawkwind 1997
Hawkwind 1997 è il settimo album live della space rock band britannica Hawkwind, registrato nel 1997 e pubblicato nel 1999.

## Tracce
1. Wheels (Your World)  (Chadwick/Richards)
2. Phetamine Street  (Tree)
3. Your Fantasy  (Rizz/Tree/Brock/Chadwick/Richards)
4. Alchemy  (Chadwick/Richards)
5. Love In Space  (Brock)
6. Aerospaceage Inferno  (Calvert)
7. Sonic Attack  (Moorcock)
8. Blue Skin  (Tree/Brock)
9. Brainstorm  (Turner)  / Hawkwind In Your Area  (Rizz/Brock)
10. Reptoid Vision  (Tree)
11. Ejection  (Calvert)
12. The Gremlin (part 2)  (Calvert)

## Formazione
- Captain Rizz - voce
- Dave Brock - chitarra, tastiere, voce
- Jerry Richards - chitarra
- Ron Tree - basso, voce
- Richard Chadwick - batteria